# Angel Laketa Moore
Angel Laketa Moore (* 3. Juli 1980 in Baltimore) ist eine US-amerikanische Schauspielerin.

## Leben
Angel Laketa Moore wurde 1980 in US-Bundesstaat Maryland geboren und wuchs als jüngste von vier Schwestern auf. Sie absolvierte mit einem Bachelor of Arts ein Theaterstudium an der University of Kentucky und mit einem Master of Fine Arts in Schauspiel an der University of California, Irvine. Ab 2006 übernahm sie in den letzten drei Staffeln der Serie Emergency Room die Nebenrolle der Krankenschwester Dawn Archer. Die war zudem Darstellerin, Drehbuchautorin und Produzentin im Kurzfilm Heckle or Hell.
Sie ist verheiratet und hat vier Söhne, darunter ein Zwillingspaar. Neben der Schauspielerei betreibt sie einen YouTube-Channel unter dem Namen That Chick Angel. Dort thematisiert sie ihren Alltag als Mutter und Frau.

## Filmografie (Auswahl)
- 2006–2009: Emergency Room – Die Notaufnahme (ER, 34 Episoden)
- 2012: Southland (Episode 4x9)
- 2012: Meine Schwester Charlie (Good Luck Charlie, Episode 3x18)
- 2012: Heckle or Hell (Kurzfilm)
- 2015: Workaholics (Episode 5x8)
- 2016: Fifty Shades of Black
- 2018: Black-ish (Episode 4x13)
- 2018: Shameless (Episode 9x3)
- 2018: Angie Tribeca (Episode 4x1)
- 2018–2019: Atypical (9 Episoden)
- 2019: Malibu Rescue (Episode 1x4)
- 2019: 9-1-1 (Episode 3x5)
- 2020: AJ and the Queen (Episode 1x4)